# Hyalinobatrachium kawense
Hyalinobatrachium kawense é uma espécie de anfíbio anuro da família Centrolenidae. Está presente na Guiana Francesa. A UICN classificou-a como deficiente de dados.